# Diego Ropero Regidor
Diego Ropero Regido (Moguer, provincia de Huelva, 1955) es un historiador americanista y escritor español.

## Biografía
Nace en Moguer en 1955. Es licenciado en Historia de América por la Universidad de Sevilla, donde también realizó los estudios de doctorado. 
Fue profesor de Historia, Lengua y Literatura Españolas en la Academic Year in Spain, en Sevilla, durante los cursos académicos 1982-1985; de Geografía e Historía como profesor sustituto en el Instituto de Bachillerato “Alonso Sánchez”, de Huelva, en 1983; de Archivística en el módulo de Biblioteconomía, Archivística y Documentación, en el Instituto de Enseñanza Secundaria “Juan Ramón Jiménez”, de Moguer, en 1996; y en los Cursos de Técnicas de Organización y Control de Archivos, organizados por la Diputación Provincial de Huelva y la Consejería de Trabajo de la Junta de Andalucía, entre 1996 al 1999.
Desde 1992 estuvo al frente como archivero de la dirección del Archivo Histórico Municipal y Biblioteca Iberoamericana de Moguer. Se jubiló a finales de 2021.

## Obra
Destaca por su faceta de archivero e historiador en Historia de América, interviniendo como ponente en multitud de congresos y jornadas americanistas. Dirige las colecciones de investigación “Biblioteca Nueva Urium”, del Archivo Histórico de Moguer, y de poesía “La Columna Quemada”, auspiciada por el propio autor. Su poesía, aunque no se adscribe a ningún grupo, se corresponde con la denominada "Generación de los 80", etapa de estéticas y líricas encontradas. Ha fundado Ediciones Qneras, y dirige la colección de poesía La Columna Quemada de dicha editorial.